# Vlad V. Mlajši
Vlad V. Mlajši (romunsko Vlad cel Tânăr ali Vlăduț) je bil vlaški knez, ki je valadal od februarja 1510 do januarja 1512, * 1488, † 23. januar 1512. 
Na prestol je prišel s pomočjo osmanskega sultana Mehmeda II. in podporo oltenske bojarske družine  Craiovești. V zameno je prisegel zvestobo sultanu in  Parvu Craiovescuju, ki je postal prvi minister vlaške vlada (divana). Parvuja je nasledil Danciu, njega pa leta 1511 knezov svak Bogdan. 
17. avgusta 1511 je podpisal pogodbo z ogrskim kraljem Vladislavom II., s katero je prisegel zvestobo ogrski kroni. V tem času je bil prvi minister Vlaške Bogdan in ne kakšen član družine Craiovești. Pogodba je povzročila jezo bojarjev, ki so mu kljub temu ostali zvesti. Craioveștiji so mu dokazali svojo zvestobo 28. novembra istega leta, ko so mu pomagali odbiti Mihnejevega sina Mirceo, ki se je s pomočjo ogrske vojske poskušal polastil vlaškega prestola.  
Stanje v državi spremenilo se je kmalu zatem spremenilo: bojarji, vajeni biti na čelu države, so Bogdanu zavidali njegov ministrski položaj, Parujev sin Neagoe Craiovescu pa je želel postati vlaški knez. Bojarji so zato Vlada zapustili in odšli preko Donave na sultanovo stran. Neagoe se je nato z osmansko vojsko odpravil na pohod na Bukarešto. V bitki v predmestju Bukarešte je Vlada premagal in ujel. 
Vlada V. so v Bukarešti 23. januarja 1512 obglavili.

## Vira
- Giurescu, Constantin C. (2007). The History of Romanians. II. Bukarešta: BIC ALL. str. 107–108. ISBN 978-973-571-709-4.
- Academia Romana (2012). A History of Romanians. IV (2. izdaja). Bukarešta: Editura Enciclopedica. ISBN 978-973-45065-2-1.

| Vlad V. Mlajši Dinastija DrakulRojen: 1488 Umrl: 23. januar 1512 |                                          |                           |
| Vladarski nazivi                                                 |                                          |                           |
| Predhodnik: Mircea III.                                          | Vlaški knez fabruar 1510–23. januar 1512 | Naslednik: Neagoe Basarab |

1. ↑  Find a Grave — 1996.
2. ↑  http://genealogy.euweb.cz/balkan/basarab.html#VL